# سیارک ۹۶۳
سیارک ۹۶۳ (به انگلیسی: 963 Iduberga، نامگذاری:1921KR) نهصد و شصت و سومین سیارک کشف شده‌است که در ۲۶ اکتبر ۱۹۲۱ و در هایدلبرگ کشف شد.
قدر مطلق سیارک برابر ۱۲٫۴۹ است.